# Renate Dannhauer
Renate Dannhauer (* 11. August 1939 in Oberwiesenthal als Renate Borges) ist eine ehemalige deutsche Skilangläuferin.

## Werdegang
Renate Dannhauer, damals noch Renate Borges, gewann bei den DDR-Skimeisterschaften 1958 in Klingenthal im Skilanglauf über 10 km ihre erste nationale Goldmedaille, in den Jahren 1961 in Oberhof und 1963 in Klingenthal konnte die Oberwiesenthalerin neben dem 10-km- auch das 5-km-Rennen, sowie die 3 × 5-km-Staffel gewinnen. Bei den DDR-Skimeisterschaften 1964 in Oberhof gewann sie erneut mit der 3 × 5-km-Staffel ihre achte und letzte Goldmedaille.
Durch ihre starken Leistungen war sie auch in internationalen Wettbewerben aktiv. Bei den Nordischen Skiweltmeisterschaften 1958 im finnischen Lahti belegte sie über 10 Kilometer den 31. und damit letzten Rang. Zwei Jahre später folgte die erste Teilnahme an Olympischen Winterspielen, so startete sie im Alter von 20 Jahren bei den Winterspielen 1960 in Squaw Valley über 10 Kilometer (16. Rang) und in der Staffel (5. Rang). Auch vier Jahre später ging sie bei den Winterspielen in Innsbruck 1964 an den Start, wo sie mit der Staffel knapp die Bronzemedaille verpasste und über 5 Kilometer den 15. und über 10 Kilometer den 14. Platz belegte.

## Persönliches
Zwischen 1960 und 1961 heiratete die Oberwiesenthalerin Rudolf Dannhauer, der ebenfalls Skilangläufer in der DDR-Mannschaft war.